# Дискография Халида
Американский певец и автор песен Халид выпустил два студийных альбома, один мини-альбом, двадцать пять синглов (в том числе тринадцать в качестве приглашенного исполнителя) и девять промосинглов.
Халид подписан на лейблы Right Hand Records и RCA Records. 26 августа 2016 года Халид выпустил свой первый сингл «Location» со своего дебютного альбома American Teen, который был выпущен 3 марта 2017 года. Песня вошла в топ-20 в американском чарте Billboard Hot 100, достигнув 16-го места, и была сертифицирована четырежды платиной Американской ассоциацией звукозаписывающих компаний. С альбома также было выпущено ещё два сингла: «Saved» и «Young Dumb & Broke», последний сумел достигнуть 18-й позиции в американской чарте Billboard Hot 100.

## Студийные альбомы
| Название      | Детали                                                                                                 | Высшая позиция в чартах | Высшая позиция в чартах | Высшая позиция в чартах | Высшая позиция в чартах | Высшая позиция в чартах | Высшая позиция в чартах | Высшая позиция в чартах | Высшая позиция в чартах | Высшая позиция в чартах | Высшая позиция в чартах | Продажи        | Сертификации |
| Название      | Детали                                                                                                 | US                      | US R&B/ HH              | US R&B                  | AUS                     | CAN                     | DEN                     | NL                      | NZ                      | SWE                     | UK                      | Продажи        | Сертификации |
| ------------- | --- | ----------------------- | ----------------------- | ----------------------- | ----------------------- | ----------------------- | ----------------------- | ----------------------- | ----------------------- | ----------------------- | ----------------------- | -------------- | --- |
| American Teen | - Релиз: 3 марта 2017 - Лейбл: Right Hand, RCA, Columbia - Формат: CD, LP, цифровая загрузка, стриминг | 4                       | 3                       | 1                       | 13                      | 7                       | 2                       | 26                      | 5                       | 15                      | 44                      | - США: 147,000 | - RIAA: 2 × платиновый - ARIA: платиновый - BPI: золотой - IFPI DEN: 2 × платиновый - GLF: золотой - MC: 2 × платиновый - RMNZ: 2 × платиновый |
| Free Spirit   | - Релиз: 5 апреля 2019 - Лейбл: RCA - Формат: CD, LP, цифровая загрузка, стриминг                      | 1                       | 1                       | 1                       | 2                       | 1                       | 4                       | 3                       | 2                       | 3                       | 2                       | - США: 85,000  | - RIAA: платиновый - ARIA: золотой - BPI: серебряный - RMNZ: платиновый                                                                        |

## Мини-альбомы
| Название | Детали                                                                             | Высшая позиция в чартах | Высшая позиция в чартах | Высшая позиция в чартах | Высшая позиция в чартах | Высшая позиция в чартах | Высшая позиция в чартах | Высшая позиция в чартах | Высшая позиция в чартах | Высшая позиция в чартах | Высшая позиция в чартах | Сертификации                  |
| Название | Детали                                                                             | US                      | US R&B/ HH              | US R&B                  | AUS                     | CAN                     | DEN                     | NL                      | NZ                      | SWE                     | UK                      | Сертификации                  |
| -------- | ---------------------------------------------------------------------------------- | ----------------------- | ----------------------- | ----------------------- | ----------------------- | ----------------------- | ----------------------- | ----------------------- | ----------------------- | ----------------------- | ----------------------- | ----------------------------- |
| Suncity  | - Релиз: 19 октября 2018 - Лейбл: RCA - Формат: Винил, цифровая загрузка, стриминг | 8                       | 5                       | 1                       | 9                       | 6                       | 2                       | 10                      | 11                      | 3                       | 20                      | - MC: золотой - RMNZ: золотой |

## Синглы

### В качестве ведущего исполнителя
| Название                                                                                 | Год  | Высшая позиция в чартах | Высшая позиция в чартах | Высшая позиция в чартах | Высшая позиция в чартах | Высшая позиция в чартах | Высшая позиция в чартах | Высшая позиция в чартах | Высшая позиция в чартах | Высшая позиция в чартах | Высшая позиция в чартах | Сертификации | Альбом                    |
| Название                                                                                 | Год  | US                      | US R&B/ HH              | US R&B                  | AUS                     | CAN                     | DEN                     | NL                      | NZ                      | SWE                     | UK                      | Сертификации | Альбом                    |
| ---------------------------------------------------------------------------------------- | ---- | ----------------------- | ----------------------- | ----------------------- | ----------------------- | ----------------------- | ----------------------- | ----------------------- | ----------------------- | ----------------------- | ----------------------- | --- | ------------------------- |
| «Location»                                                                               | 2016 | 16                      | 8                       | 2                       | 39                      | 48                      | —                       | 78                      | 11                      | —                       | 67                      | - RIAA: 7 × платиновый - ARIA: 3 × платиновый - BPI: платиновый - GLF: золотой - IFPI DEN: платиновый - MC: 5 × платиновый - NVPI: платиновый - RMNZ: 2 × платиновый | American Teen             |
| «Young Dumb & Broke»                                                                     | 2017 | 18                      | 8                       | 1                       | 4                       | 22                      | 14                      | 63                      | 1                       | 63                      | 17                      | - RIAA: 6 × платиновый - ARIA: 6 × платиновый - BPI: платиновый - GLF: золотой - IFPI DEN: платиновый - MC: 5 × платиновый - RMNZ: 2 × платиновый                    | American Teen             |
| «Saved»                                                                                  | 2017 | —                       | —                       | 16                      | 92                      | —                       | —                       | —                       | —                       | —                       | —                       | - RIAA: 2 × платиновый - ARIA: платиновый - BPI: серебряный - MC: платиновый                                                                                         | American Teen             |
| «Love Lies» (совместно с Normani)                                                        | 2018 | 9                       | —                       | —                       | 3                       | 21                      | 9                       | 17                      | 2                       | 12                      | 12                      | - RIAA: 3 × платиновый - ARIA: 4 × платиновый - BPI: платиновый - IFPI DEN: платиновый - GLF: платиновый - MC: 4 × платиновый - RMNZ: 2 × платиновый                 | Love, Simon               |
| «Lovely» (совместно с Билли Айлиш)                                                       | 2018 | 64                      | —                       | —                       | 5                       | 46                      | —                       | 55                      | 4                       | 63                      | 47                      | - RIAA: платиновый - ARIA: 4 × платиновый - BPI: золотой - IFPI DEN: золотой - GLF: платиновый - MC: 2 × платиновый - RMNZ: 2 × платиновый                           | 13 причин почему: Сезон 2 |
| «OTW» (совместно с Ty Dolla Sign и 6LACK)                                                | 2018 | 57                      | 35                      | 6                       | 27                      | 30                      | 20                      | 50                      | 11                      | 52                      | 60                      | - RIAA: 2 × платиновый - ARIA: 2 × платиновый - BPI: серебряный - IFPI DEN: золотой - GLF: золотой - MC: 2 × платиновый - RMNZ: золотой                              | Suncity                   |
| «This Way» (совместно с H.E.R.)                                                          | 2018 | —                       | —                       | 20                      | —                       | —                       | —                       | —                       | —                       | —                       | —                       | | Superfly                  |
| «Eastside» (совместно с Бенни Бланко и Холзи)                                            | 2018 | 9                       | —                       | —                       | 2                       | 6                       | 2                       | 21                      | 1                       | 7                       | 1                       | - RIAA: 4 × платиновый - ARIA: 5 × платиновый - BPI: 2 × платиновый - GLF: платиновый - IFPI DEN: платиновый - MC: 5 × платиновый - RMNZ: 3 × платиновый             | Friends Keep Secrets      |
| «Better»                                                                                 | 2018 | 8                       | 5                       | 1                       | 6                       | 14                      | 10                      | 30                      | 4                       | 13                      | 15                      | - RIAA: 3 × платиновый - ARIA: 5 × платиновый - BPI: золотой - IFPI DEN: золотой - GLF: золотой - MC: 2 × платиновый - RMNZ: 2 × платиновый                          | Suncity and Free Spirit   |
| «Saturday Nights» (соло или ремикс совместно с Кейном Брауном)                           | 2019 | 57                      | 21                      | 4                       | 27                      | 31                      | 30                      | 61                      | 8                       | 77                      | 31                      | - RIAA: платиновый - ARIA: 2 × платиновый - BPI: серебряный - MC: платиновый - RMNZ: платиновый                                                                      | Suncity and Free Spirit   |
| «Talk»                                                                                   | 2019 | 3                       | 2                       | 1                       | 4                       | 14                      | 9                       | 19                      | 1                       | 32                      | 9                       | - RIAA: 2 × платиновый - ARIA: 3 × платиновый - BPI: золотой - IFPI DEN: золотой - MC: золотой - RMNZ: 2 × платиновый                                                | Free Spirit               |
| «Right Back» (соло или при участии A Boogie wit da Hoodie)                               | 2019 | 73                      | 29                      | 4                       | 41                      | 58                      | —                       | —                       | 37                      | —                       | 91                      | | Free Spirit               |
| «—» обозначает запись, которая не попала в чарт или не была выпущена на этой территории. |      |                         |                         |                         |                         |                         |                         |                         |                         |                         |                         | |                           |

### В качестве приглашенного исполнителя
| Название                                                                                 | Год  | Высшая позиция в чартах | Высшая позиция в чартах | Высшая позиция в чартах | Высшая позиция в чартах | Высшая позиция в чартах | Высшая позиция в чартах | Высшая позиция в чартах | Высшая позиция в чартах | Высшая позиция в чартах | Высшая позиция в чартах | Сертификации | Альбом                      |
| Название                                                                                 | Год  | US                      | US R&B/ HH              | US Dance                | AUS                     | CAN                     | DEN                     | NL                      | NZ                      | SWE                     | UK                      | Сертификации | Альбом                      |
| ---------------------------------------------------------------------------------------- | ---- | ----------------------- | ----------------------- | ----------------------- | ----------------------- | ----------------------- | ----------------------- | ----------------------- | ----------------------- | ----------------------- | ----------------------- | --- | --------------------------- |
| «Electric» (Alina Baraz при участии Халида)                                              | 2017 | —                       | —                       | —                       | —                       | —                       | —                       | —                       | —                       | —                       | —                       | | The Color of You            |
| «1-800-273-8255» (Logic при участии Алессии Кары и Халида)                               | 2017 | 3                       | 2                       | —                       | 5                       | 6                       | 2                       | 23                      | 6                       | 4                       | 9                       | - RIAA: 5 × платиновый - ARIA: 3 × платиновый - BPI: платиновый - IFPI DEN: платиновый - MC: 5 × платиновый - RMNZ: платиновый                               | Everybody                   |
| «Rollin» (Кельвин Харрис при участии Фьючера и Халида)                                   | 2017 | 62                      | 27                      | 8                       | 40                      | 36                      | —                       | 58                      | 34                      | 85                      | 43                      | - RIAA: золотой - ARIA: золотой - BPI: серебряный | Funk Wav Bounces Vol. 1     |
| «Silence» (Marshmello при участии Халида)                                                | 2017 | 30                      | —                       | 1                       | 5                       | 7                       | 7                       | 11                      | 3                       | 5                       | 3                       | - RIAA: 2 × платиновый - ARIA: 6 × платиновый - BPI: 2 × платиновый - GLF: 4 × платиновый - IFPI DEN: платиновый - MC: 3 × платиновый - RMNZ: 2 × платиновый | Внеальбомный сингл          |
| «Why Don’t You Come On» (DJDS при участии Халида и Empress Of)                           | 2017 | —                       | —                       | 30                      | —                       | —                       | —                       | —                       | —                       | —                       | —                       | | Big Wave More Fire          |
| «Homemade Dynamite (Remix)» (Лорд при участии Халида, Post Malone и SZA)                 | 2017 | 92                      | —                       | —                       | 23                      | 54                      | —                       | 92                      | 20                      | 84                      | —                       | - ARIA: платиновый - MC: платиновый - RMNZ: платиновый | Melodrama                   |
| «Don’t Let Me Down» (Sabrina Claudio при участии Халида)                                 | 2018 | —                       | —                       | —                       | —                       | —                       | —                       | —                       | —                       | —                       | —                       | | Внеальбомный сингл          |
| «Youth» (Шон Мендес при участии Халида)                                                  | 2018 | 65                      | —                       | —                       | 19                      | 22                      | 14                      | 24                      | 22                      | 23                      | 35                      | - ARIA: золотой - MC: платиновый | Shawn Mendes                |
| «Ocean» (Мартин Гаррикс при участии Халида)                                              | 2018 | 78                      | —                       | 5                       | 12                      | 28                      | 17                      | 16                      | 11                      | 11                      | 25                      | - RIAA: платиновый - ARIA: 2 × платиновый - BPI: серебряный - IFPI DEN: золотой - RMNZ: золотой                                                              | Внеальбомный сингл          |
| «Trippin'» (Buddy при участии Халида)                                                    | 2018 | —                       | —                       | —                       | —                       | —                       | —                       | —                       | —                       | —                       | —                       | | Harlan & Alondra            |
| «Beautiful People» (Эд Ширан при участии Халида)                                         | 2019 | 17                      | —                       | —                       | 4                       | 6                       | 3                       | 6                       | 2                       | 3                       | 1                       | - ARIA: платиновый - BPI: платиновый - MC: платиновый - RMNZ: платиновый                                                                                     | No.6 Collaborations Project |
| «Caught Up» (Majid Jordan при участии Халида)                                            | 2019 | —                       | —                       | —                       | —                       | —                       | —                       | —                       | —                       | —                       | —                       | | ‏‎                            |
| «Hurts 2B Human» (Пинк при участии Халида)                                               | 2019 | —                       | —                       | —                       | 48                      | 87                      | —                       | 28                      | —                       | —                       | 61                      | | Hurts 2B Human              |
| «—» обозначает запись, которая не попала в чарт или не была выпущена на этой территории. |      |                         |                         |                         |                         |                         |                         |                         |                         |                         |                         | |                             |

### Промосинглы
| Название                                                                                 | Год  | Высшая позиция в чартах | Высшая позиция в чартах | Высшая позиция в чартах | Высшая позиция в чартах | Высшая позиция в чартах | Высшая позиция в чартах | Высшая позиция в чартах | Высшая позиция в чартах | Высшая позиция в чартах | Высшая позиция в чартах | Сертификации                        | Альбом             |
| Название                                                                                 | Год  | US                      | US R&B/ HH              | US R&B                  | AUS                     | CAN                     | DEN                     | NZ                      | SWE                     | UK                      | UK R&B                  | Сертификации                        | Альбом             |
| ---------------------------------------------------------------------------------------- | ---- | ----------------------- | ----------------------- | ----------------------- | ----------------------- | ----------------------- | ----------------------- | ----------------------- | ----------------------- | ----------------------- | ----------------------- | ----------------------------------- | ------------------ |
| «Let’s Go»                                                                               | 2016 | —                       | —                       | —                       | —                       | —                       | —                       | —                       | —                       | —                       | —                       | - RIAA: золотой - MC: золотой       | American Teen      |
| «Hopeless»                                                                               | 2016 | —                       | —                       | —                       | —                       | —                       | —                       | —                       | —                       | —                       | —                       | - RIAA: золотой - MC: золотой       | American Teen      |
| «Reasons»                                                                                | 2016 | —                       | —                       | —                       | —                       | —                       | —                       | —                       | —                       | —                       | —                       |                                     | Внеальбомный сингл |
| «Coaster»                                                                                | 2016 | —                       | —                       | 19                      | —                       | —                       | —                       | —                       | —                       | —                       | —                       | - RIAA: платиновый - MC: платиновый | American Teen      |
| «Shot Down»                                                                              | 2017 | —                       | —                       | —                       | —                       | —                       | —                       | —                       | —                       | —                       | —                       | - RIAA: платиновый - MC: золотой    | American Teen      |
| «American Teen»                                                                          | 2017 | —                       | —                       | 22                      | —                       | —                       | —                       | —                       | —                       | —                       | —                       | - RIAA: платиновый - MC: платиновый | American Teen      |
| «My Bad»                                                                                 | 2019 | 55                      | 19                      | 3                       | 14                      | 29                      | 28                      | 10                      | 96                      | 32                      | 30                      | - RIAA: золотой - ARIA: золотой     | Free Spirit        |
| «Self»                                                                                   | 2019 | —                       | —                       | 14                      | 93                      | 77                      | —                       | —                       | —                       | —                       | —                       |                                     | Free Spirit        |
| «Don’t Pretend» (при участии Safe)                                                       | 2019 | 84                      | 32                      | 8                       | 61                      | 44                      | —                       | —                       | —                       | —                       | —                       |                                     | Free Spirit        |
| «—» обозначает запись, которая не попала в чарт или не была выпущена на этой территории. |      |                         |                         |                         |                         |                         |                         |                         |                         |                         |                         |                                     |                    |

## Другие песни в чартах
| «Another Sad Love Song»                                                                  | 2017 | —  | —  | —  | —  | —  | —  | —  | —  | —  | —  | - RIAA: платиновый - MC: платиновый                     | American Teen            |
| «8teen»                                                                                  | 2017 | —  | —  | 20 | —  | —  | —  | —  | —  | —  | —  | - RIAA: платиновый - IFPI DEN: золотой - MC: платиновый | American Teen            |
| «Cold Blooded»                                                                           | 2017 | —  | —  | —  | —  | —  | —  | —  | —  | —  | —  | - RIAA: золотой - MC: золотой                           | American Teen            |
| «Winter»                                                                                 | 2017 | —  | —  | —  | —  | —  | —  | —  | —  | —  | —  | - RIAA: золотой - MC: золотой                           | American Teen            |
| «Therapy»                                                                                | 2017 | —  | —  | —  | —  | —  | —  | —  | —  | —  | —  | - RIAA: золотой - MC: золотой                           | American Teen            |
| «Keep Me»                                                                                | 2017 | —  | —  | —  | —  | —  | —  | —  | —  | —  | —  | - RIAA: золотой - MC: золотой                           | American Teen            |
| «Angels»                                                                                 | 2017 | —  | —  | —  | —  | —  | —  | —  | —  | —  | —  | - RIAA: золотой - MC: золотой                           | American Teen            |
| «Thunder / Young Dumb & Broke» (Medley совместно с Imagine Dragons)                      | 2018 | 69 | —  | —  | —  | —  | —  | —  | —  | —  | —  |                                                         | Внеальбомная песня       |
| «The Ways» (совместно с Swae Lee)                                                        | 2018 | 63 | 31 | 5  | —  | 53 | —  | —  | 96 | 54 | 29 |                                                         | Black Panther: The Album |
| «Seasons» (6lack при участии Халида)                                                     | 2018 | —  | —  | 20 | —  | —  | —  | —  | —  | —  | —  |                                                         | East Atlanta Love Letter |
| «9.13»                                                                                   | 2018 | —  | —  | 19 | —  | —  | —  | —  | —  | —  | —  |                                                         | Suncity                  |
| «Vertigo»                                                                                | 2018 | 89 | 44 | 7  | —  | 61 | —  | —  | —  | —  | —  |                                                         | Suncity                  |
| «Salem’s Interlude»                                                                      | 2018 | —  | —  | 20 | —  | —  | —  | —  | —  | —  | —  |                                                         | Suncity                  |
| «Suncity» (при участии Empress Of)                                                       | 2018 | 88 | 43 | 6  | 30 | 42 | 40 | 35 | 21 | 41 | —  | - ARIA: золотой - MC: золотой                           | Suncity                  |
| «Motion»                                                                                 | 2018 | —  | —  | 12 | —  | 72 | —  | —  | —  | —  | —  |                                                         | Suncity                  |
| «Intro»                                                                                  | 2019 | —  | —  | 21 | —  | —  | —  | —  | —  | —  | —  |                                                         | Free Spirit              |
| «Bad Luck»                                                                               | 2019 | 87 | 33 | 9  | 80 | 64 | —  | —  | —  | —  | —  |                                                         | Free Spirit              |
| «Hundred»                                                                                | 2019 | —  | 47 | 12 | —  | 78 | —  | —  | —  | —  | —  |                                                         | Free Spirit              |
| «Outta My Head» (совместно с Джоном Мейером)                                             | 2019 | 58 | 22 | 5  | 20 | 50 | 29 | 20 | 43 | 45 | —  | - ARIA: золотой                                         | Free Spirit              |
| «Free Spirit»                                                                            | 2019 | —  | 48 | 13 | —  | 82 | —  | —  | —  | —  | —  |                                                         | Free Spirit              |
| «Twenty One»                                                                             | 2019 | —  | —  | 17 | —  | 85 | —  | —  | —  | —  | —  |                                                         | Free Spirit              |
| «Bluffin'»                                                                               | 2019 | —  | —  | 20 | —  | —  | —  | —  | —  | —  | —  |                                                         | Free Spirit              |
| «Alive»                                                                                  | 2019 | —  | —  | 22 | —  | —  | —  | —  | —  | —  | —  |                                                         | Free Spirit              |
| «Heaven»                                                                                 | 2019 | —  | —  | 23 | —  | —  | —  | —  | —  | —  | —  |                                                         | Free Spirit              |
| «—» обозначает запись, которая не попала в чарт или не была выпущена на этой территории. |      |    |    |    |    |    |    |    |    |    |    |                                                         |                          |

## Гостевое участие
| Название         | Год  | Другие исполнители                                       | Альбом                   | В качестве                |
| ---------------- | ---- | -------------------------------------------------------- | ------------------------ | ------------------------- |
| «The Ways»       | 2018 | Swae Lee                                                 | Black Panther: The Album | Ведущего исполнителя      |
| «Runaway»        | 2018 | Тейла Паркс                                              | Tayla Made               | Приглашенного исполнителя |
| «No Pain»        | 2018 | DJDS (при участии Charlie Wilson & Charlotte Day Wilson) | Big Wave More Fire       | Приглашенного исполнителя |
| «Too Gone»       | 2018 | Rich the Kid                                             | The World Is Yours       | Приглашенного исполнителя |
| «Floating»       | 2018 | Alina Baraz                                              | The Color of You         | Приглашенного исполнителя |
| «iMissMe»        | 2018 | Kyle                                                     | Light of Mine            | Приглашенного исполнителя |
| «Stay»           | 2018 | Нет                                                      | Uncle Drew               | Ведущего исполнителя      |
| «Seasons»        | 2018 | 6lack                                                    | East Atlanta Love Letter | Приглашенного исполнителя |
| «Days Like This» | 2019 | GoldLink                                                 | Diaspora                 | Приглашенного исполнителя |

## Музыкальные клипы
| Название                                              | Год  | Режиссёр                      |
| ----------------------------------------------------- | ---- | ----------------------------- |
| «Location»                                            | 2016 | Alex Di Marco                 |
| «Shot Down»                                           | 2017 | н/д                           |
| «American Teen»                                       | 2017 | Scott Fleishman               |
| «Young Dumb & Broke»                                  | 2017 | Calmatic                      |
| «Saved»                                               | 2017 | David Hedman                  |
| «Love Lies» (совместно с Normani)                     | 2018 | Gerard Bush, Christopher Renz |
| «OTW» (при уч. 6LACK, Ty Dolla $ign)                  | 2018 | Calmatic                      |
| «Better»                                              | 2018 | Andrew Donoho                 |
| «Saturday Nights» (ремикс совместно с Кейном Брауном) | 2019 | Joe Weil                      |
| «Talk»                                                | 2019 | Emil Nava                     |
| «Free Spirit»                                         | 2019 | Emil Nava                     |
| «Right Back» (при участии A Boogie wit da Hoodie)     | 2019 | н/д                           |

## Комментарии
1. ↑  Показатель продаж American Teen в США по состоянию на 28 декабря 2017 года.[14]
2. ↑  «Location» не вошёл в чрт Swedish Singellista, но достиг высшей позиции под номером 3 в чарте Swedish Heatseekers.[29]
3. ↑  «Saved» не вошёл в чарт Hot R&B/Hip-Hop Songs, но достиг высшей позиции под номером 4 в чарте Bubbling Under R&B/Hip-Hop Singles.[39]
4. ↑  Песня включена только в виниловое издание мини-альбома.
5. ↑  «This Way» не вошёл в чарт NZ Top 40 Singles, но достиг высшей позиции под номером пять в чарте NZ Heatseeker Singles.[48]
6. ↑  «Why Don't You Come On» не вошёл в чарт NZ Top 40 Singles, но достиг высшей позиции под номером девять в чарте NZ Heatseeker Singles.[69]
7. ↑  «Don't Let Me Down»"" не вошёл в чарт NZ Top 40 Singles, но достиг высшей позиции под номером 10 в чарте NZ Heatseeker Singles.[73]
8. ↑  «Caught Up» не вошёл в чарт NZ Top 40 Singles, но достиг высшей позиции под номером 21 в чарте NZ Hot Singles.[81]
9. ↑  «Hurts 2B Human» не вошёл в чарт Sweden Singles, но достиг высшей позиции под номером 4 в чарте Sweden Heatseakers.[82]
10. ↑  «Self» не вошёл в чарт Billboard Hot 100, но достиг высшей позиции под номером 16 в чарте Bubbling Under Hot 100.[94]
11. ↑  «Self» не вошёл в чарт NZ Top 40 Singles, но достиг высшей позиции под номером семь в чарте NZ Hot Singles.[95]
12. ↑  «Self» не вошёл в чарт Swedish Singellista, но достиг высшей позиции под номером 10 в чарте Swedish Heatseeker.[96]
13. ↑  «Don't Pretend» не вошёл в чарт NZ Top 40 Singles, но достиг высшей позиции под номером семь в чарте NZ Hot Singles.[97]
14. ↑  «Don't Pretend» не вошёл в чарт Swedish Singellista, но достиг высшей позиции под номером пять в чарте Swedish Heatseeker.[98]
15. ↑  «The Ways» не вошёл в чарт NZ Top 40 Singles или NZ Hot Singles, но достиг высшей позиции под номером три в чарте NZ Heatseeker Singles.[101]
16. ↑  «Seasons» не вошёл в чарт NZ Top 40 Singles, но достиг высшей позиции под номером 15 в чарте NZ Hot Singles.[102]
17. ↑  «Vertigo» не вошёл в чарт NZ Top 40 Singles, но достиг высшей позиции под номером 13 в чарте NZ Hot Singles.[103]
18. ↑  «Vertigo» не вошёл в чарт Swedish Singellista, но достиг высшей позиции под номером 12 в чарте Swedish Heatseeker.[104]
19. ↑  «Motion» не вошёл в чарт Billboard Hot 100, но достиг высшей позиции под номером 25 в чарте Bubbling Under Hot 100.[94]
20. ↑  «Bad Luck» не вошёл в чарт NZ Top 40 Singles, но достиг высшей позиции под номером восемь в чарте NZ Hot Singles.[97]
21. ↑  «Hundred» не вошёл в чарт Billboard Hot 100, но достиг высшей позиции под номером шесть в чарте Bubbling Under Hot 100.[94]
22. ↑  «Free Spirit» не вошёл в чарт Billboard Hot 100, но достиг высшей позиции под номером семь в чарте Bubbling Under Hot 100.[94]
23. ↑  «Twenty One» не вошёл в чарт Billboard Hot 100, но достиг высшей позиции под номером 18 в чарте Bubbling Under Hot 100.[94]